# کندذهن‌ها
کندذهن‌ها (به انگلیسی: Laggies) فیلمی محصول سال ۲۰۱۴ و به کارگردانی لین شلتون است. در این فیلم بازیگرانی همچون کیرا نایتلی، کلویی گریس مورتس، سم راکول، کیتلین دیور، جف گارلین، الی کمپر، مارک وبر، دیلن آرنولد و دنیل زوواتو ایفای نقش کرده‌اند.